# Rudchester
Rudchester eller Rouchester är en ort i civil parish Heddon-on-the-Wall, i grevskapet Northumberland i England. Orten är belägen 20 km från Morpeth. Rudchester var en civil parish 1866–1955 när det uppgick i Heddon-on-the-Wall. Civil parish hade 11 invånare år 1951.